# A paleolitikum Japánban

Japán a pleisztocén végén, a jégtakaró legnagyobb kiterjedése idején, 20 000 évvel ezelőtt

A paleolitikum, azaz őskőkorszak Japánban is, csakúgy, mint az emberiség történetében általában, az emberi történelem leghosszabb időszaka. A földtörténet pleisztocén korszakára esik, amelyet  ciklikus eljegesedések és felmelegedések jellemeztek.

## Az ember megjelenése Japánban
A Homo erectus már több mint egymillió évvel ezelőtt megjelent a mai Kína területén, ezért meglehetősen valószínű, hogy a nagyobb eljegesedések idején – mint a Mindel-glaciális volt mintegy 500 000 évvel ezelőtt – az ember a visszahúzódó tenger által szabadon hagyott síkságokon át eljutott a mai Japán-szigetek területére is. Erre alapozta „elméletét” Fudzsimura Sinicsi is, egy, a 2000. év során leleplezett amatőr japán régész, aki évtizedeken át hamisított leletekkel kívánta bizonyítani a japán ősök korai, 400 000 év előtti megtelepedését a szigeteken. (Japán paleolitikus hoax)
Az ember jelenlétére utaló legrégebbi hiteles, szórványos, korai gyűjtögető közösségekre utaló leletek kora 130 000 év. Ekkor a japán szigetvilág északon Hokkaidó és Szahalin útján, délen pedig a Kjúsú és Koreai-félsziget közötti földhíd révén összeköttetésben állt az ázsiai kontinenssel.
Tényleges őskőkori kultúrák létezésére utaló leletanyag csak 32 000–24 000 évvel ezelőttről mutatható ki. Az ekkori enyhébb interglaciális időszakban megnőtt a szigetlakók száma. Ezek a vadászok és gyűjtögetők a pleisztocén megafauna  helyi képviselőire, a Naumann-elefántra, az óriásszarvasra és a gyapjas mamutra is vadásztak. A húst felhevített kövekből rakott tűzhelyen sütötték meg.
A kutatás mai állása szerint a japán őskőkorszak (石器時代; kyūsekki jidai) 50 000–30 000 évvel ezelőtt kezdődhetett, amire a legkorábbi kőeszközleletek utalnak, és i. e. 14 000-ig tartott, amikor elkezdődött Japánban is a mezolitikum, a középső kőkorszak a Dzsómon-kor beköszöntével.
A legkorábbi emberi csontleletek (Hamamacu, Sizuoka prefektúra) radiokarbonos kormeghatározása i. e. 18 000–14 000 évet mutatott. A régészeti kormeghatározásokat Japánban jól támogatják az ismert vulkánkitörések nyomai. Különösen jelentős volt ilyen szempontból is az Aira-kaldera kitörése, amely vulkáni hamuval borította be egész Japán területét 22 000–21 000 évvel ezelőtt.

## Örlőkövek és csiszolt kőeszközök

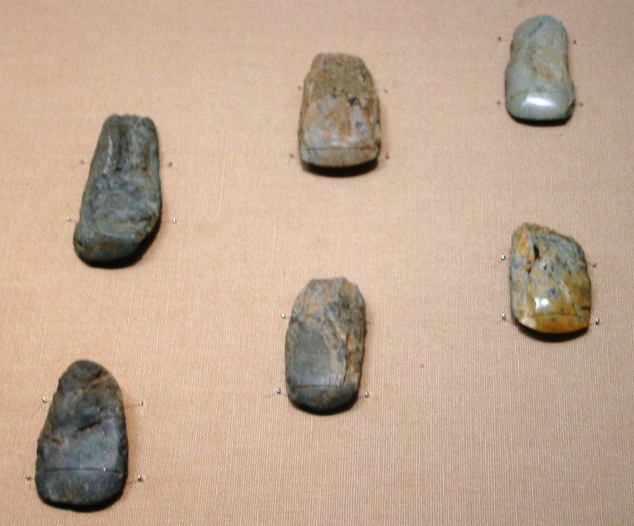
Csiszolt kőbalták a paleolit korból, i. e. (Tokiói Nemzeti Múzeum)

A japán paleolitikum sajátossága, hogy már ebben a korban megjelentek itt, a világon először, a magvak őrlésére használt kőszerszámok és a csiszolt kőeszközök is, amik máshol csak a neolitikumban, i. e. 10 000 körül bukkantak fel. Ezt a gyors fejlődést az akkor uralkodó kedvező éghajlatnak tulajdonítják. Emiatt a japán őskőkorszak szakaszait nem lehet pontosan azonosítani a világ más területeivel, ahol a paleolitikum sajátossága a pattintott kőszerszámok alkalmazása volt. A japán paleolitikum eszközei így már i. e. 30 000 körül mutatnak mezolitikus és neolitikus vonásokat is.

## Az utolsó jégkorszak
Az utolsó nagy jégkorszak, a Würm-glaciális idején újra csak néhány ezer főre fogyatkozott az a népesség, amely megbirkózott a szubarktikus viszonyokkal. Ekkor a mai japán szigetek északi részén tundrák váltakoztak sarkvidéki erdőkkel. A széles levelű örökzöld erdőségek Kjúsú legdélebbi sarkába szorultak vissza.
Az ezt követő felmelegedés idején újra észak felé terjedtek a mérsékelt övi és nyomukban a szubtropikus erdők. A lakosság gyorsan növekedett, a helyi népszaporulatot kiegészítették a bevándorlók is.  A megafauna sorsa megpecsételődött, az egyes fajok egyedszáma a szaporodási küszöb alá esett és kipusztultak.
A lakosság egyre nagyobb része tért át a letelepedett életmódra. A temetkezés a vallásos képzetek megerősödéséről tanúskodik, megjelentek a kulturális jellegű tárgyak és a cserekereskedelem jelei. Megkezdődött a Dzsómon-kor.